# (1779) Paraná
(1779) Paraná ist ein Asteroid des Hauptgürtels, der am 15. Juni 1950 von dem argentinischen Astronomen Miguel Itzigsohn in La Plata entdeckt wurde. 
Der Name des Asteroiden ist von dem südamerikanischen Fluss (Rio) Paraná abgeleitet.
Der Asteroid bildet ein Asteroid Pair zusammen mit dem Asteroiden (13732) Woodall.